# Polyglycerin-Polyricinoleat
Polyglycerin-Polyricinoleat (PGPR) ist ein erst seit jüngerer Zeit verwendeter Lebensmittelzusatzstoff. Es handelt sich um den Carbonsäureester eines oligomeren Glycerins mit polymerer Ricinolsäure.

## Herstellung
Im ersten Schritt wird aus Glycerin mit 2,3-Epoxy-1-propanol (Glycidol) basenkatalysiert oligomeres Glycerin hergestellt.
Parallel dazu wird Ricinolsäure intermolekular unter kontrollierter Wärmezufuhr zu Polyricinolsäure verestert.
Anschließend erfolgt die Veresterung des oligomeren Glycerins und der Polyricinolsäure zum PGPR mit der allgemeinen Strukturformel
wobei, je nach Prozessführung, R = H und/oder Ricinolsäure und/oder Polyricinolsäure sein können.
Eine mögliche Struktur des PGPR sieht wie folgt aus:

## Verwendung
PGPR wird als Emulgator und Stabilisator häufig in Kombination mit Lecithin verwendet. In der EU ist es als Lebensmittelzusatzstoff der Nummer E 476 begrenzt zugelassen, jedoch nur für fettarme Aufstriche sowie Soßen und Süßwaren auf Kakaobasis.

## Sicherheit
Hohe Dosierungen dieses Mittels haben in Tierversuchen keine carcinogenen Effekte aufgezeigt, jedoch zu Hypertrophien von Nieren und Leber geführt, deren Ursache vermutlich in der Veränderung der Permeabilität der Darmschleimhaut liegt. Histologische Untersuchungen des Gewebes haben keine Beeinträchtigungen aufgezeigt. Die Europäische Behörde für Lebensmittelsicherheit empfiehlt eine erlaubte Tagesdosis von 25 Milligramm pro Kilogramm Körpergewicht.